# Commission du ciment armé
La commission du ciment armé a été formée par les administrations de l'État français qui souhaitaient fixer les conditions d'admission des nouveaux procédés de construction dans les travaux d'intérêt général alors que plusieurs systèmes de construction et méthodes de calcul avaient été exposés. L'effondrement, le 29 avril 1900, de la passerelle en ciment armé menant à l'attraction du Grand Globe céleste, pendant l'Exposition universelle de 1900, faisant neuf morts et plusieurs blessés graves, amène le gouvernement à s'intéresser à ce nouveau matériau et à essayer d'en définir les règles d'usage.
Le pont de la Manufacture, aujourd'hui Camille-de-Hogues, à Châtellerault, construit entre 1899 et 1900 avec une travée de 50 mètres de portée, montre l'intérêt du nouveau matériau pour la construction des ponts.

## Historique

### Pré-histoire du ciment armé
L'usage de constructions mixtes associant le fer à un autre matériau n'est pas né avec le ciment armé. Les cathédrales gothiques utilisent déjà le fer pour assurer la reprise de la poussée des voûtes. Le cas le mieux étudié est celui de la construction du Panthéon où la reprise des efforts est assurée par des barres de fer faisant de certaines parties de l'ouvrage de la pierre armée. Les déboires de cet ouvrage dès sa construction ont donné lieu à une importante littérature, en particulier par Jean-Baptiste Rondelet.
Si Louis Vicat, ingénieur des ponts et chaussées, a permis de comprendre comment réaliser un ciment artificiel, il n'y a pas eu d'intérêt de la part des ingénieurs pour l'adjonction du fer au ciment pour en améliorer la résistance. C'est en dehors du monde savant que l'intérêt de cette adjonction va être montré. Les entrepreneurs utilisent les rebus de fer pour renforcer les fondations en ciment hydraulique dès 1820 comme Marc Seguin l'a fait pour le pont de Tournon.
On peut s'étonner que les ingénieurs des ponts et chaussées ne s'intéressent pas au ciment armé. André Guillerme dans son livre «Bâtir la ville», p. 197, donne des éléments d'explication pour ce peu d'intérêt en donnant des citations de textes de l'époque :
- En 1807, Fleuret écrit : « Le fer est un des métaux chargés naturellement de l'acide carbonique qui en contient le plus. Aussi voit-on dans les plus anciens édifices, comme dans les plus anciennes recettes, que nos Ancêtres l'employaient dans les ciments. Mais comme le fer, quoique très abondant, serait exorbitamment cher pour en faire un grand usage dans les constructions, il faut s'attacher aux matières les plus communes : crasses et paillettes de fer, scories de forges, de fonte de fer, rebus des tuileries et briqueteries »[5].
- En 1826, Thomas Telford, utilise des chaînes en fer forgé, et de la maçonnerie goujonnée pour les tours, dans la construction du Pont suspendu de Menai, franchissant le détroit entre l'île d'Anglesey et le pays de Galles.
- En 1829, Destigny fait des études sur le coefficient moyen de dilatation des pierres et des bétons. Il en déduit que l'association avec le fer est peu fiable[6].
- En 1829, Henri Navier intervient dans la discussion sur l'intérêt des tirants dans la maçonnerie et montre l'inutilité du béton armé en montrant qu'il vaut mieux utiliser le fer comme tirant pour reprendre la poussée par un effet de compensation pour reprendre les effets de la température mais ce matériau coûte cher[7].
- En 1833, Isambard Kingdom Brunel utilise le fer dans la construction d'un pont sur la Tamise à Londres en brique et ciment Parker «pour relier plus solidement cette maçonnerie et n'en faire qu'une seule masse»[8]

Il faut attendre 1848 avec la barque de Joseph-Louis Lambot pour que le ciment armé sorte de l'anonymat en France. C'est le 16 juillet 1867 que Joseph Monier dépose le premier brevet pour un système de caisses-bassins mobiles en fer et ciment applicables à l'horticulture.

### Création de la commission du ciment armé

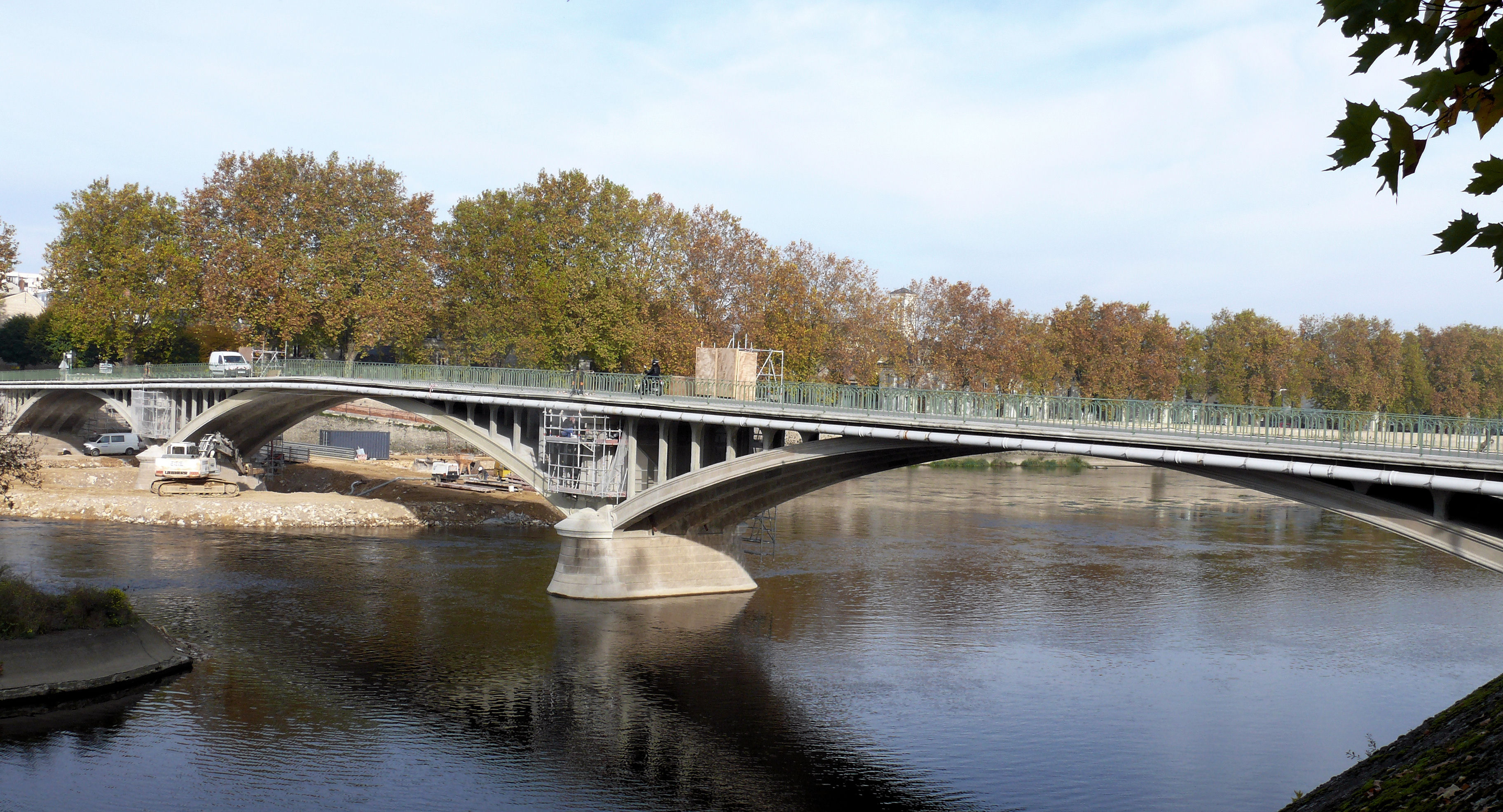
Pont Camille-de-Hogues construit à Châtellerault entre 1899 et 1900 avec une travée de 50 mètres de portée.

La commission est formée le 19 décembre 1900 par arrêté ministériel qui demande d'étudier les questions relatives à l'emploi du ciment armé, de procéder aux recherches nécessaires pour déterminer, dans la mesure du possible, les règles susceptibles d'être admises pour l'emploi de ce mode de construction dans les travaux publics.
Cette création a probablement pour origine l'effondrement de la passerelle de l'attraction du Grand Globe céleste à l'ouverture de l'Exposition universelle de 1900. Il eut 9 morts et plusieurs blessés graves. Cette construction avait été faite avec le système Matrai, qui ne survécut pas à l'accident. Dans le système Matrai, le béton jouait encore un rôle accessoire car il servait seulement à protéger une structure en fer forgé contre la rouille et l'action du feu. Ce drame avait montré qu'il devenait urgent de définir des règles de conception de structures bâties incluant ce nouveau matériau.
La commission est placée sous la présidence de Théodore Lorieux, inspecteur général des Ponts et Chaussées, et comprend quatorze membres : MM. Ernest Georges Bechmann, Armand Considère, Louis Auguste Harel de La Noë, Augustin Mesnager, Charles Rabut, Jean Résal, ingénieurs des Ponts et Chaussées, les commandants du Génie Boitel et Hartmann, MM. Charles Albert Gautier (architecte du gouvernement) et Jacques Hermant, architectes; Il ya de plus MM. Édouard Candlot, chimiste du ciment et directeur de la Compagnie parisienne des ciments Portland artificiels (qui au cours de ses essais avait mis en évidence l'ettringite (ou sel de Candlot) dès 1890), Edmond Coignet et François Hennebique, ingénieurs civils.
La commission a commencé ses travaux en février 1901. À la première réunion, Théodore Lorieux fait référence au règlement de 1891 sur les constructions métalliques. Le cas du béton armé est très différent car il pose le problème de deux matériaux aux comportements très différents dépendant de la manière dont ils sont associés (voir fluage du béton). La commission traite non pas des différents systèmes existants – Hennebique, Cottancin, Matrai, Bonna, , etc. – mais du matériau béton armé.
La commission se divise en trois sous-commissions :
- La première sous-commission est dirigée par Charles Rabut. Elle devait faire le programme des épreuves qu'on devait faire subir aux ouvrages en ciment armé provenant de l'Exposition universelle de 1900 qui se trouvaient au Champ-de-Mars et qui devaient être démolis.
- La deuxième sous-commission, présidée par Armand Considère, devait étudier les points suivants :

1- la limite du travail à la traction et à la compression qu'on peut demander avec sécurité au béton de ciment armé,
2- les justifications à produire dans les projets pour démontrer que les différentes parties de l'ouvrage satisfont aux limites de travail de sécurité,
3- les conditions des épreuves : délai entre l'achèvement de l'ouvrage et les épreuves; durée des épreuves; nature des résultats à constater.
- La troisième sous-commission, placée sous la direction de M. Georges Bechmann, devait étudier les questions suivantes :

1- à la provenance et aux qualités de ciment, du sable et du gravier,
2- aux épreuves préalables destinées à justifier la qualité du ciment, au dosage des matières, et à la proportion d'eau employée (rapport eau-ciment),
3- aux procédés de mélange.
Après la mise à la retraite de Théodore Lorieux, Jean Résal le remplace comme président. Armand Considère en est le rapporteur. Les travaux de cette commission sont terminés en 1905 et Armand Considère est nommé rapporteur général.
Les conclusions des travaux de la commission sont soumises à une nouvelle commission, nommée par le Conseil général des Ponts et Chaussées le 15 mars 1906, composée de Maurice Lévy, inspecteur général de 1re classe des Ponts et Chaussées, président et rapporteur, Albert de Préaudeau, inspecteur général de 2e classe, Henri Vétillard, inspecteur général de 2e classe. Le rapport de cette dernière commission est remis au Conseil général des Ponts et Chaussées le 20 juillet 1906 pour servir de base aux instructions approuvées par Louis Barthou, le Ministre des Travaux publics dans la Circulaire du 20 octobre 1906 concernant les instructions relatives à l'emploi du béton armé.

## Travaux de la commission et résultats
Ce nouveau matériau est un composant de deux matériaux, le béton et l'acier, chacun ayant un mode de fonctionnement différent mais dont l'union compose ce nouveau matériau dont la commission doit essayer de définir les lois de comportement.

Au XIXe siècle l'ingénieur a à sa disposition pour faire l'étude des structures la théorie de l'élasticité et la résistance des matériaux. Dans la justification d'une structure le concepteur suppose qu'elle a un comportement élastique. La commission a donc cherché à vérifier la validité de cette hypothèse pour la justification d'une structure en béton armé.

### Détermination du module d'élasticité du béton
La commission fait des études sur le module d'élasticité du béton en compression. La commission fait des essais sur plusieurs types de composition du béton et de mode de compactage. Elle obtient des modules variables compris entre 16 000 MPa et 40 000 MPa. Les essais montrent que le module d'élasticité varie avec la charge de compression appliquée et qu'il est diminué lorsqu'il a subi des déformations par traction. La commission a choisi de ne pas proposer de module d'élasticité du béton à la compression supérieur à 15 000 MPa.

D'autres résultats obtenus au même moment par le professeur Bach à Stuttgart et le professeur Luigi à Turin ont donné des modules ne dépassant pas 20 000 MPa ou 25 000 MPa. Des essais par Coignet et Tedesco ont aussi montré que le module d'élasticité augmente avec l'âge du béton. Par ailleurs, les expériences ont montré que le béton subit d'abord de très faibles déformations jusqu'à une certaine limite, puis les affaissements deviennent sensibles et augmentent avec les charges.
La commission a comparé le module d'élasticité de l'acier et du béton.
Si on note :
{\displaystyle {E_{a}}} module d'élasticité de l'acier
{\displaystyle {E_{b}}} module d'élasticité du béton
On obtient le rapport m :
{\displaystyle {m}={\frac {E_{a}}{E_{b}}}}

Après avoir longtemps discuté, la commission a laissé aux ingénieurs la possibilité de choisir ce coefficient m entre 8 et 15. En Allemagne et en Suisse, le coefficient m pris en compte est égal à 15. MM. Rabut et Mesnager étaient partisans de fixer ce coefficient à 10.

### Résistance à la traction du béton armé
La commission a fait des expériences sur des prismes de 0,10 m de côté et de 2 m de long armés de fils de 6 mm de diamètre.
Les essais ont montré que :
- les coefficients d'élasticité du béton armé et non armé sont sensiblement égaux tant qu'on ne dépasse la résistance du béton à la traction,
- quand le béton est fissuré, dans les parties non fissurées le concours que le béton donne aux armatures tendues est constant,
- dans la zone de béton fissuré, la tension dans les armatures est égale au produit des variations de leur longueur par le coefficient d'élasticité.

Des essais ont été faits pour savoir si des pièces soumises à des tractions importantes pouvaient résister à la compression. Ils ont vérifié que la résistance en compression était peu affectée par la mise en traction préalable du béton.

### Retrait du béton
La commission a fait des essais sur des prismes en béton armé montrant que le retrait induisait une compression dans les armatures. Cette compression équilibrait la tension dans le béton. Ce phénomène est sensible aux conditions environnementales et au pourcentage de métal mais il n'est pas nécessaire de le faire intervenir dans les calculs.

### Adhérence acier - béton
La résistance des pièces en béton armé suppose que le béton reste solidaire des armatures. Dans sa présentation de 1889, Paul Cottancin doutait de cette adhérence et la tenait pour nulle pour justifier son système d'armatures. Il était donc important de s'assurer que cette adhérence existait et de déterminer de sa valeur minimale sous les différents modes d'actions agissant sur une pièce. Dans le phénomène de flexion, cette adhérence est importante pour la résistance aux efforts tranchants.
Des essais ont été faits par Edmond Coignet et Napoléon de Tédesco, de Jolly, et à Munich par Brauschinger. Les essais de la Commission ont été réalisés par Mesnager.
Deux modes essais étaient pratiqués :
- par traction directe d'une tige métallique noyée dans un bloc de béton
- par flexion d'un prisme.

Par traction directe, les essais ont montré un cisaillement d'adhérence variant de 40 à 47 kg/cm2.
Les essais faits par Armand Considère ont donné des chiffres nettement plus faibles, 12 kg/cm2 pour les ronds lisses, 18 kg/cm2 pour les fers laminés. Ces valeurs ont été déterminées par flexion d'un prisme.
Les valeurs obtenues par la Commission sont comprises entre 13,5 et 16,5 kg/cm2. Elle note que ces valeurs augmentent avec l'âge du béton.
La Commission note donc que la valeur de 50 kg/cm2 adoptée par certains systèmes est très surévaluée. Cette diminution pourrait être due à une dislocation de la couche de béton au contact avec l'armature, mais la Commission note que toute la lumière de ce phénomène n'a pas été faite.

### Études des poutres en flexion

#### Effets des fissures
La commission a fait des essais pour savoir si la fissuration du béton avait une influence sur :
- la conservation des sections planes,
- son module de déformation quand il était de nouveau comprimé,
- l'adhérence et le glissement des armatures,
- la résistance du ciment armé.

Les essais ont montré lorsqu'un béton ayant été fissuré est remis en compression, son module de déformation était sensiblement identique à celui d'un béton non fissuré..
Les expériences ont montré que les valeurs prises par les constructeurs pour l'adhérence entre le béton et les armatures étaient exagérées et que la mise en traction des armatures s'accompagnait d'une fissuration qui devait diminuer l'adhérence.
Les expériences de Considère ont montré que la fissuration modifiait, dans les environs de la fissure, la répartition des contraintes dans l'acier et le béton, changeait la position de la fibre neutre et augmentait la courbure de la pièce armée mais que les altérations sur un point étaient compensées par des augmentations sur d'autres. Cependant Considère s'inquiète des effets de la fissuration dans les cas de répétitions des efforts.

#### Conservation des sections planes et axe neutre
C'est la question qui a fait l'objet des plus vifs débats à l'intérieur de la Commission. Les expériences et les mesures de déformations ont montré que l'hypothèse de Navier sur la conservation des sections planes était encore applicable au ciment armé, hormis les zones où sont appliquées de fortes charges.
Cette hypothèse de conservation des sections planes paraît pouvoir être prise sans restriction même lorsque le béton présente des fissurations.

#### Déformation du béton
La Commission a voulu vérifier si le béton tendu, dans le phénomène de la flexion, se comportait comme celui soumis à un effort direct de traction. Elle a pu nettement établir la similitude. Cela avait déjà été signalé par les essais faits par Considère.

#### Résistance au cisaillement
Les essais  de Mesnager pour les poutres soumises à la flexion et au cisaillement ont montré que la fissuration dans les poutres se produit le plus souvent dans une direction de 45° avec l'effort tranchant.
Dans les premières poutres en béton, les constructeurs ne comptaient que sur la résistance du béton pour reprendre l'effort tranchant, mais assez rapidement, à la suite de malfaçons dans la mise en œuvre du béton ou par l'emploi de matériaux de moins bonne qualité, ils ont imaginé des armatures de liaison spéciales reliant l'armature tendue inférieure d'une poutre à la partie comprimée du béton en partie supérieure. Ces liaisons assurent une solidarité entre les différentes parties d'une poutre en béton armé et lui permet de résister à l'effort tranchant. Le premier système d'étrier a été breveté par Hennebique en 1889.
Les essais de Mesnager ont montré qu'il était nécessaire de relever les armatures à proximité des appuis, que les étriers  inclinés sont plus efficaces que les étriers verticaux.
Les liaisons transversales sont particulièrement nécessaires dans les nervures, pour relier  les armatures au hourdis et empêcher le glissement entre les couches successives de béton.

#### Participation du hourdis à la résistance de la nervure
La commission a fait des essais sur des planchers nervurés. Ils ont montré que la participation du hourdis à la résistance des poutres était partielle. Quand la distance entre poutres est supérieure à 0,40 de la portée, la partie de hourdis située au-delà n'a plus d'influence sur la résistance et la déformation.

### Méthodes de calcul

#### Premiers essais
Le ciment armé a d’abord été inventé par des bricoleurs, Joseph-Louis Lambot inventeur en 1849 d’un bateau imputrescible et qui en dépose le brevet en 1855, et Joseph Monier, un jardinier rocailleur qui dépose le brevet sur un système de caisses-bassins mobiles en fer et ciment applicable à l’horticulture en 1867.

Le ciment armé est à la rencontre de deux industries qui se développent, la sidérurgie qui va passer de la fonte, au fer puis à l’acier, et l’industrie cimentière.
En 1835,  l'architecte François-Martin Lebrun avait construit un premier ponceau, puis un pont en béton non armé à Grisolles, en 1840. En 1853, c’est François Coignet qui fait construire sa maison en béton aggloméré près de son usine de Saint-Denis. François Coignet dépose son premier brevet de béton économique en 1854. Industriel, il va déposer une série de brevets entre 1855 et 1859 sur les bétons économiques, bétons hydrauliques, bétons plastiques, pierres factices,... L’architecte Louis-Auguste Boileau utilise les procédés Coignet pour construire l’église Sainte-Marguerite du Vésinet en 1862. François Coignet a déposé ses brevets en Angleterre et ses procédés sont discutés dans la presse technique anglophone Thaddeus Hyatt et William E. Ward ont connaissance de ses travaux. Thaddeus Hyatt fait des expériences sur des poutres en ciment armé qu’il soumet à des températures élevées et montre la similitude des coefficients de dilatation du fer et du ciment.
La compréhension du fonctionnement de ce nouveau matériau ne commence à sortir des règles forfaitaires de construction que très progressivement quand les ingénieurs vont s’y intéresser. Les prémisses peuvent s’apercevoir dans le brevet sur les traverses en ciment armé, en 1877 avec son additif de 1878, où Joseph Monier dessine les armatures renforçant le ciment armé pour la reprise des efforts de traction. Mais le texte n’exprime pas clairement ce rôle des armatures.
Joseph Monier avait vendu l’exploitation de ses brevets en Allemagne à Gustav Adolf Wayss et Conrad Freytag (de). L’entreprise qu’ils vont créer pour l’exploiter va développer des recherches pour définir les règles d’utilisation de ce matériau, le Monierbau, qu’ils ont confiées à Johann Bauschinger qui dirige les laboratoires de l’Institut de Munich. Dans une brochure de 1887 intitulée Das System Monier, Eisengerippe mit Cementumhüllung, Monierbroschüre, Wayss et Koene expliquent le comportement du béton armé.
L’idée que l’association du ciment et du fer constitue un monolithe apparaît dans le brevet de Bordenave en 1886  où il explique que le point caractéristique de mon procédé est de former une ossature métallique autour de laquelle on coule une matière qui, en se solidifiant, forme un monolithe. La forme des fers empêche toute disjonction entre les fers et le mortier ou le ciment. Dans son exposé devant la Société des ingénieurs civils, en 1889, Paul Cottancin explique que l’adhérence entre le ciment et le fer est nulle et son système de ferraillage est conçu pour permettre par son façonnage l’ancrage des armatures. Aux États-Unis, Thaddeus Hyatt et Ernest L. Ransome avaient déposaient des brevets sur les armatures.
- Le 29 janvier 1892, Matthias Koenen et Gustav-Adolf Wayss déposent un brevet intitulé perfectionnements apportés aux massifs de maçonnerie au point de vue de leur résistance à la traction dans lequel ils expliquent le rôle mécanique de chacun des constituants du ciment armé : la présente invention a pour but de remédier à tous ces inconvénients au moyen d’une combinaison appropriée de ces deux matériaux, dont l’un a essentiellement à supporter les efforts de traction, l’autre les efforts de compression.  Le brevet explique que les armatures doivent être d’un type particulier, les surfaces extérieures sont rugueuses ou hérissées d’aspérités afin d’obtenir une liaison intime des deux matériaux et précise que les deux matériaux …sont réunis en une action commune dans un corps formant un ensemble, de sorte que la transmission des forces intérieures de l’un des matériaux à l’autre se fait d’une manière continue et non interrompue grâce à la force d’adhésion, le métal et le ciment agissent ensemble mais chacun dans ses caractéristiques.
- Le 8 août 1892, François Hennebique dépose un brevet sur une combinaison particulière du métal et du ciment en vue de la création de poutraisons très légères et de haute résistance. Il donne une explication rationnelle du fonctionnement en expliquant que la loi de construction de ce genre de poutraisons étant ainsi trouvée dans l’addition et la combinaison de deux grandes résistances inhérentes aux deux corps en présence et agissant en sens contraire, il ne s’agit plus que de déterminer les proportions de fer et de ciment à employer dans la fabrication de poutres pour une résistance à la flexion donnée’’. Il est le premier à justifier l’emploi d’agrafes pour amortir les effets de l’effort tranchant’’. C’est dans l’additif du 7 août 1893 qu’on voit apparaître le mot étrier avec le dessin d’une languette en feuillard en fer pouvant être formé sur chantier.
- En 24 décembre 1892, Edmond Coignet, ingénieur, dépose son brevet sur son système de construction avec poutrelles droites ou courbes et platebande en maçonnerie et fer combinés. La particularité du système Coignet est surtout visible dans les planches qui accompagnent l’additif du 16 décembre 1893 dans lequel il dessine des poutres en té et propose un modèle de calcul rationnel pouvant être appliqué à toutes les structures en ciment armé. C’est en 1894 qu’il va l’exposer avec Napoléon de Tédesco devant l’Académie des sciences. Ils font le 16 mars 1894 une communication devant la Société des ingénieurs civils sur l’application du calcul aux constructions en ciment avec ossature métallique qui est publiée dans les Annales des Ponts et Chaussées.

Si Edmond Coignet développe le ciment armé comme entrepreneur, François Hennebique a choisi une voie originale pour développer l’usage de ses brevets tant en France qu’à l’étranger. Il a en effet créé un bureau d’études, Bétons Armés Hennebique et un système de concessionnaires liés par contrats de licence. Il présente ses ouvrages dans sa revue Le Béton armé, organe des Agents et Concessionnaires du système Hennebique fondée en 1898. En Allemagne et en Autriche, l’ingénieur Friedrich Ignaz von Emperger, qui exploite aux États-Unis la licence Melan, crée en 1902 la revue Beton und Eisen.
Après les exposés des différents systèmes constructifs en ciment armé, les premières théories sur le calcul se développent tant en France avec Coignet, Considère, Rabut, Mesnager, Planat qu’en Belgique, avec Paul Christophe, qu’en Allemagne, avec Koene, Wayss qui aboutissent à l’exposé d’ Emil Mörsch dans son livre Der Betoneisenbau, seine Anwendung und Theorie publié à Stuttgart en 1902 et traduit en français en 1909 sous le titre Le béton armé, étude théorique et pratique. En Suisse, Wilhelm Ritter, professeur à l'École polytechnique fédérale de Zurich où il enseigne la statique graphique après la mort de Karl Culmann, qui a formé, entre autres, Robert Maillart, a développé une méthode de calcul du béton armé publiée dans un article en 1899. Ces travaux vont donner la méthode de calculs d'une poutre en béton armé par analogie de fonctionnement en poutre en treillis de type Howe avec des bielles comprimées en béton et des armatures métalliques tendues ou treillis de Ritter-Mörsch.
Face aux ingénieurs qui essaient de rattacher  le comportement de ce nouveau matériau à la résistance des matériaux et à la théorie de l’élasticité, un praticien comme François Hennebique critique cette attitude : « Ah ! Messieurs, vous l’avouerai-je ? J’ai une sainte horreur de tout ce fatras de science. Les facteurs qui interviennent dans nos formules sont les charges, les portées qui forment les bras de levier de ces charges, les résistances des matériaux employés, la hauteur des couples formés par les solides et le bras de levier de la résistance des matériaux ; cela constitue une cuisine bien simple, dont tous les éléments sont bien compréhensibles et nous suffisent pour composer en béton de ciment et fer des combinaisons de charpentes et planchers solides et économiques ».
Jean Résal qui est un spécialiste de la construction métallique va assimiler la poutre en béton armé à une poutre hétérogène prismatique dont les éléments ont des propriétés élastiques différentes.
En 1897, Charles Rabut inaugure le premier cours de béton armé à l’école des Ponts et Chaussées.

#### La méthode de calcul de la Commission
Dans son rapport, la commission remarque que si le béton armé est de plus en plus apprécié dans ses effets, il est encore bien imparfaitement connu dans ses causes. Plus on y réfléchit, plus on sent qu’il y a là nombre de phénomènes qui demeurent obscurs. Dans ces conditions, il n’est pas aisé d’arriver à la précision désirable dans les instructions à donner aux ingénieurs, tout en ne les entravant pas dans la voie du progrès qui reste ouverte.

Les ingénieurs Rabut et Mesnager ont demandé que les prescriptions soient abrégées et réduites à quelques indications générales, de façon à éviter tout ce qui pourrait tendre à restreindre, en cette matière, la liberté scientifique des ingénieurs, sauf à reporter dans la circulaire les explications ou les conseils que l’on pourrait juger utile de leur donner.

La commission laisse aux ingénieurs la plus absolue liberté dans les méthodes de calcul qu’ils croient devoir employer sous la seule réserve de ne pas substituer les méthodes empiriques des spécialistes aux méthodes plus sûres tirées de la résistance des matériaux ou de la théorie de l’élasticité.
Les principes des calculs adoptés par la commission sont les suivants :

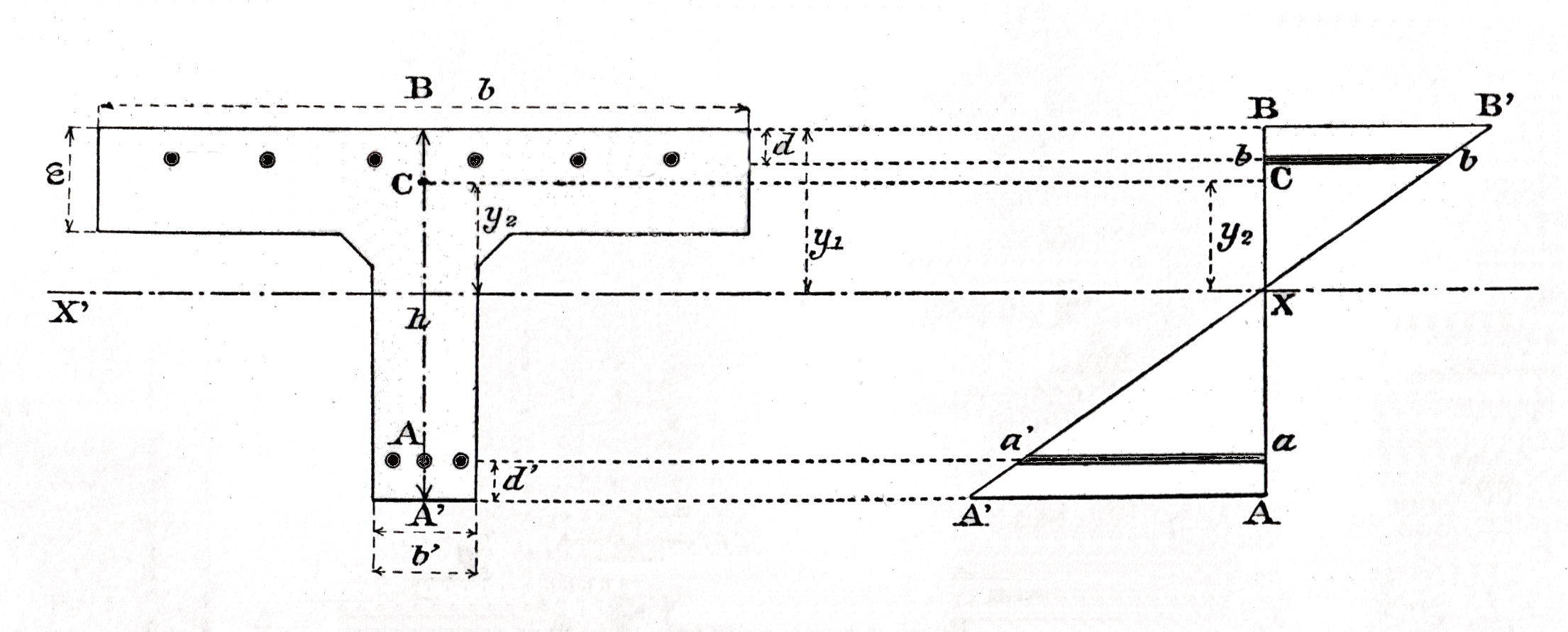
Hypothèse de Navier

- 1- L’hypothèse de Navier sur la conservation des sections planes dans le phénomène de la flexion a été reconnue comme sensiblement exacte, sauf près des appuis ou dans le voisinage immédiat des charges concentrées en un point de la poutre ;
- 2-Les règles générales et les formules classiques de la résistance des matériaux, dans les corps hétérogènes, sont applicables au béton armé en attribuant à chaque fibre de matière un effort unitaire proportionnel au produit de la déformation longitudinale (raccourcissement ou allongement) par son module d’élasticité.
On peut remplacer le solide hétérogène par un solide homogène en remplaçant la section du métal  par une section de béton égale à m fois celle du métal (où m = Ea / Eb, la commission n’impose pas de valeur mais propose de prendre m = 15, ce qui correspond à Ea = 220 MPa et Eb = 15 MPa) ;
- 3- Il n’y a pas lieu de tenir compte de l’effet élastique des armatures transversales dans les pièces fléchies ;
- 4- Pour le calcul des fibres tendues on ne doit jamais faire intervenir le béton tendu pour déterminer les sections d’armatures nécessaires à la résistance. On peut tenir compte du béton tendu pour la détermination des déformations et de la position de la fibre neutre ;
- 5- La limite de fatigue à la compression du béton armé à admettre dans les calculs de résistance des ouvrages ne doit pas dépasser 28 % de la résistance à l’écrasement d’un béton non armé de même composition après 90 jours de prise ;
- 6- La limite de fatigue au cisaillement, au glissement longitudinal du béton sur lui-même et à son adhérence sur le métal des armatures sera prévue égale à 10 % de celle spécifiée pour la limite de fatigue à la compression. Des armatures transversales permettent de reprendre les efforts de cisaillement qui seraient supérieurs à cette limite.
- 7- Pour les pièces comprimées on s'assure qu'elles ne sont pas exposées à flamber.

Pour les charges, on doit tenir compte des plus grandes forces extérieures, celles du règlement du 29 août 1891, y compris les actions du vent et de la neige, que les ouvrages peuvent supporter, mais aussi les effets thermiques et ceux du retrait du béton quand les ouvrages ne sont pas librement dilatables.

## Un oubli: le fluage
Eugène Freyssinet construisit en 1911 et 1912 les trois ponts dans l'Allier, dont il ne subsiste aujourd'hui que le pont Boutiron. C'étaient des ponts en arcs très surbaissés avec trois articulations, aux naissances et à la clé. Ils avaient été calculés en appliquant la circulaire relative à l'emploi du béton armé du 20 octobre 1906, supposant que le module de déformation du béton est constant.
Rapidement, après le décintrage du pont du Veurdre, il constata une augmentation de la flèche par la descente de 13 centimètres des clés des arcs. Inquiet des conséquences d'un tel phénomène, qui pouvait conduire l'ouvrage à sa ruine, il recommença l'opération de vérinage des clés pour les remettre au bon niveau, avec l'aide de quatre hommes, et il les bloqua. Après avoir vérifié les éprouvettes du béton, Freyssinet a dû admettre que la seule explication était que le béton avait des déformations différées dans le temps, sous l'action d'un effort de compression. Pour sauver le pont, il réinstalla des vérins à la clé et les mit en pression pour compenser les déformations.
Pour comprendre pourquoi ces déformations différées n'avaient pas été constatées pendant les essais réalisés par la Commission, il alla interroger les techniciens du Laboratoire des ponts et chaussées. Ceux-ci lui dirent qu'ils démontaient tous les capteurs de déplacement chaque soir pour ne pas les endommager rendant la constatation de ce phénomène de déformation différée du béton sous une charge constante impossible.
Ce même phénomène avait été mis en évidence au cours des essais réalisés aux États-Unis par l'industriel américain Thaddeus Hyatt, en 1877, sur une poutre chargée. Il avait constaté une augmentation de la flèche après deux mois de chargement . La définition d'un modèle de calcul du fluage du béton dans la réglementation française ne date que de la circulaire N°44 du 12 août 1965 : instruction provisoire relative à l'emploi du béton précontraint.